# Phi đối xứng thông tin
Phi đối xứng thông tin (hay thông tin phi đối xứng) (tiếng Anh: asymmetric information), trong kinh tế học, là trạng thái bất cân bằng trong cơ cấu thông tin - giữa các chủ thể giao dịch có mức độ nắm giữ thông tin không ngang nhau. Một người sẽ có thông tin nhiều hơn so với người khác về đối tượng được giao dịch. Điều này dẫn tới nhiều vấn đề trong kinh tế học, hợp đồng và tài chính.

## Khái quát
Một trong những giả thiết để có một thị trường hoàn hảo là kết cấu thông tin cũng phải hoàn hảo. Giữa các chủ thể kinh tế tham gia giao dịch có thông tin đầy đủ như nhau về nhau và về đối tượng giao dịch. Trái với kinh tế học cổ điển và tân cổ điển, kinh tế học Keynes cho rằng thị trường hiếm khi hoàn hảo và kinh tế học Keynes mới chỉ ra rằng phi đối xứng về thông tin chính là một nhân tố gây ra sự không hoàn hảo của thị trường. Theo họ, giữa các bên tham gia giao dịch có thể chênh lệch về mức độ nắm giữ thông tin. Tình trạng chênh lệch về thông tin có thể xảy ra từ trước khi giao dịch được bắt đầu, hoặc cũng có thể khi giao dịch bắt đầu diễn ra thì mới xảy ra. Trong trường hợp thứ nhất, thông tin bị che đậy. Còn trong trường hợp thứ hai, hành động của một phía giao dịch bị che đậy. Hậu quả của sự phi đối xứng thông tin theo trường hợp thứ nhất dẫn tới cái gọi là lựa chọn trái ý của phía giao dịch có ít thông tin hơn. Còn hậu quả của sự phi đối xứng thông tin theo trường hợp thứ hai dẫn tới cái gọi là rủi ro đạo đức ở phía giao dịch nhiều thông tin hơn và che đậy hành vi của mình. Những hậu quả này chính là các thất bại thị trường.

## Nguyên nhân
Nguyên nhân của tình trạng phi đối xứng về thông tin, theo Joseph Stiglitz, trước tiên là do những chủ thể kinh tế khác nhau quan tâm tới những đối tượng khác nhau và thông tin của họ khi về cùng một đối tượng sẽ khác nhau. Thường thì các chủ thể kinh tế hiểu mình rõ hơn là hiểu người khác. Mức độ chênh lệch về thông tin tùy thuộc vào cơ cấu, đặc trưng của thị trường.
Phi đối xứng thông tin còn có nguyên nhân nhân tạo. Chủ thể kinh tế tham gia giao dịch có thể cố tình che giấu thông tin để đạt được lợi thế trong đàm phán giao dịch.

## Đối phó
Để đối phó với sự phi đối xứng về thông tin, các nhà kinh tế học đã phát triển hai loại biện pháp, một là báo tin, hai là dò tin. Biện pháp báo tin được thực hiện bởi bên có ưu thế thông tin. Còn biện pháp dò tin được thực hiện bởi bên kém ưu thế thông tin.

## Nghiên cứu
Phi đối xứng thông tin ảnh hưởng tới nhiều vấn đề: cơ cấu vốn (capital structure), chi phí vốn (cost of capital), định giá tài sản (asset pricing), hợp đồng (contractual economics), độ biến động (volatility), trading process...
Các nhà kinh tế nghiên cứu rất nhiều về tác động của độ Phi đối xứng thông tin và các yếu tố của thị trường (ở cấp doanh nghiệp và cấp tổng thể nền kinh tế). Nghiên cứu này sẽ có ý nghĩa đánh giá về tính hiệu quả của thị trường, việc ra quyết định của các bên tham gia....
Proxy cho Phi đối xứng thông tin (biến dùng làm đại diện cho Phi đối xứng thông tin) có thể bao gồm: probability of informed trading, size of company, ratings or not, analysts coverage, listed or not,...

## Các học giả tiêu biểu
Những học giả kinh tế đã đóng góp lớn nhất cho sự phát triển của lý luận về phi đối xứng thông tin là George Akerlof, Michael Spence và Joseph Stiglitz. Ba ông cùng được trao giải Nobel kinh tế học vào năm 2001 vì những đóng góp của mình.